# アイルランド関係記事の一覧
アイルランド関係記事の一覧（アイルランドかんけいきじのいちらん）は、アイルランドの関連記事を50音順に並べたものである。

## 英数字・記号
- .ie
- PIIGS
- TG4
- U2

## あ行
- アイリッシュ2000ギニー
- アイリッシュ・ウルフハウンド
- アイリッシュ・コーヒー
- アイリッシュ・セッター
- アイリッシュダービー
- アイリッシュチャンピオンステークス
- アイリッシュ・テリア
- アイリッシュワイン
- アイルランド共和国→アイルランド
- アイルランド共和軍（IRA）
- アイルランド空軍
- アイルランド語
- アイルランド自由国
- アイルランド人
- アイルランド人の一覧
- アイルランド系アメリカ人
- アイルランドの国歌→兵士の歌
- アイルランドの国旗
- アイルランドの国章
- アイルランド聖公会
- アイルランド島
- アイルランドのユーロ硬貨
- アラン諸島
- エアリンガス
- エンヤ
- ターロック・オキャロラン

## か行
- カラ競馬場
- 北アイルランド
- ジョン・F・ケネディ
- ケルティック・ウーマン
- ケルト系キリスト教

## さ行
- サッカーアイルランド共和国代表
- サッカーアイルランド代表
- ジャガイモ飢饉
- シャムロック
- ジェームズ・ジョイス
- チャールズ・ヴィリアーズ・スタンフォード
- ジョージ・ガブリエル・ストークス
- 聖パトリック
- 聖パトリックの青
- 聖パトリックの祝日
- 先ケルト人
- ゾヴヌー Domnu

## た行
- ターナーズ・クロス
- ダミアン・ダフ
- ダブリン

## は行
- イアン・ハート
- ウィリアム・ローワン・ハミルトン
- バンシー
- ヒース
- フットボール・アソシエーション・オブ・アイルランド
- ジョン・フィールド
- ジョージ・フィッツジェラルド
- 兵士の歌 （アイルランドの国歌）
- サミュエル・ベケット
- ロバート・ボイル

## ま行
- 南アイルランド
- メアリー・マッカリース

## や行
- プラヴォ・ヤズディ

## ら行
- ライアンエアー
- リアダン
- レプラコーン
- メアリー・ロビンソン
- リバーダンス

## わ行
List of Ireland-related topics